# Hopliancistrus tricornis
Hopliancistrus tricornis — єдиний вид роду Hopliancistrus триби Ancistrini з підродини Hypostominae родини Лорікарієві ряду сомоподібні. Наукова назва походить від грецьких слів hoplon, тобто «зброя», та agkistron — «гак».

## Опис
Загальна довжина сягає 10,5 см. Зовнішністю схожий на сомів з роду Lasiancistrus. Від останніх відрізняється наявністю 5 кісткових пластинок на хвостовому стеблі та відсутністю синапоморфії. Голова сильно сплощена зверху. Очі помірного розміру. У самців з боків морди присутні сильно викривлені одонтоди (шкіряні зубчики). По краях губів присутні сосочки. З боків голови розташовано по 3 вирости-вусики. Тулуб широкий у передній частині, звужується до хвоста. Спинний плавець доволі довгий. Грудні плавці також видовжені. Черевні плавці дещо поступаються останнім. Жировий плавець крихітний. Анальний плавець більший за жировий. Хвостовий плавець дуже широкий.
Забарвлення спини та боків світло-коричневе з білими цяточками та поперечними блідочорними смугами. Черево має кремовий колір.

## Спосіб життя
Біологія вивчена недостатньо. Є демерсальною рибою. Воліє до чистих і прозорих водойм. Тримається дна. Ховається вдень серед каміння або в печерках. Цей сом активний у присмерку та вночі. Живиться водоростями та дрібними водними організмами.

## Розповсюдження
Є ендеміком Бразилії. Мешкає в басейні річок Тапажос і Шінгу.